# Хрестовий провулок
Хрестовий провулок — провулок у Печерському районі міста Києва, місцевість Печерськ. Пролягає від вулиці Князів Острозьких до Левандовської вулиці.
Прилучається Іподромний провулок.

## Історія
Провулок виник до початку XIX століття, тривалий час мав назву Хрестовий, від історичної місцевості Хрести, крізь яку він проходив. 
З 1940 року — Гіподромний завулок, з  1944 року — Іподромний провулок), від розташованого на вулиці Михайла Омеляновича-Павленка іподрому (функціонував з кінця XIX століття до 1969 року). 
З 1964 року — вулиця Миколи Гайцана, на честь Миколи Гайцана, комуніста-підпільника часів Другої світової війни, працівника заводу «Арсенал».
Сучасну історичну назву відновлено 2015 року.